# アラブ社会主義
アラブ社会主義（アラブしゃかいしゅぎ）は、 汎アラブ主義と社会主義を組み合わせた政治思想である。

## 背景と影響
アラブ社会主義は、現在はその影響力を失っているものの、アラブ諸国における歴史的に重要な政治傾向を意味する。アラブ社会主義の知識人と政治的影響は、1950年代から1960年代の間にピークに達し、バアス党やナーセル主義運動のイデオロギーの基礎を構成した。
「アラブ社会主義」という用語は、バアス党の創設者のうちの1人であるミシェル・アフラクによって、アフラクによる社会主義の定義と、マルクス主義による社会主義や、ヨーロッパならびに中華人民共和国やソビエト連邦などといった非西洋諸国で発達した社会主義を区別して、その確実性と独創性を強調する為に造り出された。

## 概要
アフラクは、資産と発展の社会主義のシステムだけが植民地主義による社会的かつ経済的な遺産を克服するものとして、アラブ社会主義はアラブ統一と自由の探索の必然的な結果であると捉えたが、同時に、物質主義や国際主義、無神論の土台がアラブ情勢に悪く適応したものであるとして、正統的なマルクス主義を拒絶した。
アラブ社会主義がヨーロッパ型社会主義の経済的かつ社会的なプログラムの大部分を支持する間、その互いに異なる知的かつ精神的な土台は、財産権や相続といった伝統的な価値の制約だけの中でのみ、生産手段の所有は国営化される事となった具合に、若干の制限を受ける事となった。
アラブ社会主義は、西側諸国による資本主義と東側諸国による共産主義の間の“中道的イデオロギー”や、伝統的なアラブ文化の現代的表現力の象徴としてしばしば描かれた。
アラブ社会主義は今日、反植民地主義ナショナリズムの模範から分離するのが難しく、政治的および経済的な教義にも明白に現れた。例えば、アラブ社会党の経済プログラムは、旧宗主国との関係を断ち切って、移民または外国の統治者によって没収された土地を再配布して、政治的独立を得る手段として経済分野で独立性を創る事に集中する、といったものだった。
アラブ社会主義において最も顕著な経済徴候は、エジプト（1952年）やシリア（1963年）、イラク（1970年）でなされた農地改革や、主力産業及び各々の国の銀行システムの国有化だった。エジプトとシリアでは、これらの方針の多くは後に翻される結果となったが、イラクにおいては、1980年のイラン・イラク戦争の勃発まで、豊富な石油によって成功を収めていた。

## 衰退
アラブ社会主義は、1967年の第三次中東戦争におけるアラブ諸国の敗北の後、その影響力の多くを失い、特にガマール・アブドゥル＝ナーセルのエジプトは散々なまでに評判を落とす事となった。戦争はアラブ政治の再考を促す原理を動かし、それを多くの人々はアラブ社会主義時代の結末の予兆とみなした。1960年代後期に、イデオロギーによる運動から、民族的に定義された全体主義原則の道具へと徐々に変わったイラクとシリアにおけるバアス党の様に、アラブ社会主義はその政治的な重要性を失った。
今日では、それはもはや大きな政治権力ではなくなったが、多くのアラブ諸国の体制における政教分離原則の特徴として、現在でも深く根付いており、アラブ社会主義の思想は、アラブ諸国の知識人によって未だに広く持たれている。そして、社会的平等主義に基づいた資本主義と社会主義の間の“第3の方法”の思想は、現在でもアラブ政治思案において重要なものとなっている。また非アラブ国であるイランを中心とするシーア派社会主義に与えた影響も大きい。

## 著名なアラブ社会主義者
- ミシェル・アフラク
- サラーフッディーン・アル＝ビータール
- ガマール・アブドゥル＝ナーセル
- ベン・ベラ
- ウアリ・ブーメディエン
- アブドッサラーム・アーリフ
- アブドッラフマーン・アーリフ
- アフマド・ハサン・アル＝バクル
- サッダーム・フセイン
- ジョージ・ハバシュ
- ハーフィズ・アル＝アサド
- バッシャール・アル＝アサド
- ムアンマル・アル＝カッザーフィー
- メフディー・ベン・バルカ
- モハメド・シアド・バーレ
- ヤーセル・アラファート